# Microsoft Office 95
Microsoft Office 95 (кодовое имя Office 7.0, также известен как Microsoft Office for Windows 95) — версия офисного пакета Microsoft Office, выпущенная 24 августа 1995 года вместе с Windows 95. Является преемником Office 4.3 и предшественником Office 97.
Поскольку Office 95 является 32-разрядным офисным пакетом, он не совместим с 16-разрядными версиями Windows, такими как Windows 3.x, при этом Office 95 официально не поддерживает Windows NT 3.1 или Windows NT 3.5 и для установки требует как минимум Windows NT 3.51, Windows 95 и более новые версии.
19 ноября 1996 года на смену Office 95 пришёл Microsoft Office 97. Microsoft Office 95 — последняя версия Microsoft Office, поддерживающая Windows NT 3.51 без Service Pack 5, его преемник, Microsoft Office 97 требует как минимум Windows NT 3.51 SP5 и более поздние версии Windows.
Для Microsoft Office 95 было выпущено два крупных обновления 7.0a и 7.0b. Основная поддержка Office 95 прекращена 31 декабря 2001 года.

## Новые возможности
Все компоненты офисного пакета Microsoft Office 95 являются 32-разрядными приложениями, в отличие от Microsoft Office 4.2 для Windows NT, выпущенный ранее и включающий лишь 32-битные версии Word 6.0 и Excel 5.0, в то время как PowerPoint 4.0 по прежнему являлся 16-разрядным приложением.
Все составляющие Office 95 поддерживают OLE 2, что обеспечивает взаимодействие между собой, а также со всеми другими приложениями, поддерживающие данный протокол. Microsoft Binder использовал протокол OLE 2 для связывания объектов.
С появлением Microsoft Office 95 используется единая система нумерации для всех программ Microsoft Office, в качестве кодового имени был избран номер «7.0», для соответствия с предыдущей версией Microsoft Word, ранее каждый компонент Microsoft Office имел собственную систему нумераций, к примеру в Office 4.3 входили: Word 6.0, Excel 5.0, PowerPoint 4.0, Mail 3.2 и Access 2.0.

## Компоненты
- Microsoft Word for Windows 95 (7.0)
- Microsoft Excel for Windows 95 (7.0)
- Microsoft PowerPoint for Windows 95 (7.0)
- Microsoft Schedule+ for Windows 95 (7.0)
- Microsoft Binder for Windows 95 (7.0)
- Microsoft Access for Windows 95 (7.0)
- Microsoft Bookshelf for Windows 95 (7.0)
- Microsoft Project for Windows 95 (4.1a)
- Microsoft Publisher for Windows 95 (3.0)
- Microsoft FrontPage 1.1

## Редакции
| Приложение | Standard Edition | Professional Edition       |
| ---------- | ---------------- | -------------------------- |
| Word       | Да               | Да                         |
| Excel      | Да               | Да                         |
| PowerPoint | Да               | Да                         |
| Schedule+  | Да               | Да                         |
| Binder     | Да               | Да                         |
| Access     | Нет              | Да                         |
| Bookshelf  | Нет              | Только в версии для CD-ROM |